# Florometra asperrima
Florometra asperrima is een haarster uit de familie Antedonidae.
De wetenschappelijke naam van de soort werd in 1907 gepubliceerd door Austin Hobart Clark.